# Peter Rogers
Peter Rogers (ur. 20 lutego 1914 w Rochester, zm. 14 kwietnia 2009 w Gerrards Cross) – brytyjski producent filmowy, znany przede wszystkim jako współtwórca i producent cyklu filmowego Cała naprzód.

## Życiorys
W młodości Rogers pracował jako dziennikarz prasowy, scenarzysta radiowy i asystent w teatrze, później trafił do wytwórni filmowej Rank, gdzie początkowo zajmował się pisaniem scenariuszy do filmów o tematyce religijnej. W 1949 zaczął pracować przy produkcji lżejszego repertuaru, a ściślej komedii i filmów familijnych. W pierwszych latach był współproducentem tego typu obrazów, zaś od 1953 pełnił już funkcję głównego producenta. Współpracował wówczas regularnie z braćmi Ralphem i Geraldem Thomasem. Na początku Ralph zajmował się reżyserią filmów, zaś Gerald ich montażem. Później Ralph rozpoczął współpracę z producentką Betty Box, prywatnie żoną Petera Rogersa, zaś etatowym reżyserem w filmach samego Rogersa stał się Gerald Thomas.

### Cała naprzód
W 1958 Rogers i Thomas zrealizowali wspólnie film Szeregowcu do dzieła, opowiadający o odchodzącym na emeryturę podoficerze armii, który na sam koniec kariery dostaje do wyszkolenia wyjątkowo niesforną grupę poborowych. Choć budżet filmu wyniósł ok. 73 tysięcy funtów, przyniósł dochody przekraczające pół miliona funtów i z miejsca stał się największym komercyjnym sukcesem w dotychczasowej karierze tandemu Rogers/Thomas. Zachęceni tym sukcesem, zaczęli realizować kolejne filmy utrzymane w podobnej stylistyce, a zatem bardzo lekkie komedie bazujące na parodii, farsie, a z czasem również na coraz śmielszych dwuznacznościach i aluzjach erotycznych. Tak powstał cykl Cała naprzód, po angielsku określany mianem Carry On films, od frazy rozpoczynającej oryginalny tytuł niemal każdego z nich. Początkowo ich głównym scenarzystą był Norman Hudis, którego później zastąpił Talbot Rothwell. Do 1978 zrealizowano łącznie 29 filmów, a także serial telewizyjny Carry On Laughing, świąteczny program telewizyjny, film typu the best of (zawierający najśmieszniejsze sceny ze wszystkich poprzednich), jak również spektakl teatralny. W 1978 seria została zamknięta ze względu na spadające dochody, co było pochodną faktu, iż pod wpływem telewizji zmniejszały się obroty całej brytyjskiej branży filmowej. Podejmował później jeszcze próby wznowienia cyklu, z których najważniejszą był film Kolumbie do dzieła z 1992, jednak serii nie udało się już skutecznie wskrzesić.
Rogers był wielokrotnie publicznie krytykowany za swoje wyjątkowe skąpstwo, graniczące niekiedy z wykorzystywaniem pracujących dla niego twórców. Nawet największe gwiazdy spośród regularnych aktorów serii nie otrzymywały za jeden film więcej niż 5 tysięcy funtów w przypadku mężczyzn (takie honorarium dostawał przez wiele lat Kenneth Williams, za podobne pieniądze pracował też np. Sid James) lub 3 tysięcy funtów w przypadku kobiet (przykładem była Barbara Windsor). Na wyższe stawki mogli liczyć jedynie celebryci spoza regularnej obsady, zatrudniani jednorazowo dla podniesienia atrakcyjności poszczególnych filmów. Tymczasem sam Rogers oraz jego stały reżyser Gerald Thomas otrzymywali co najmniej 15 000 funtów za film, a dodatkowo (w przeciwieństwie do aktorów) mieli też wysoki procent od dochodów z wyświetlania filmów. Złe wrażenie potęgował fakt, iż Rogers prowadził bardzo wystawny tryb życia, m.in. co roku kupował sobie nowy samochód ekskluzywnej marki Rolls-Royce.
Często Rogersowi stawiano też zarzut, że jego filmy są skrajnie komercyjne, schlebiają niskim gustom i stoją na żenującym poziomie artystycznym. Rogers pośrednio przyznał się do tego, kiedy w 1994 odmówił udziału w projekcjach wszystkich filmów Całej naprzód podczas retrospektywy w Londynie, zgadzając się na udział tylko w inauguracyjnym pokazie. Powiedział wówczas o pomyśle obejrzenia wszystkich, że nawet markiz de Sade nie wymyśliłby gorszej tortury.
W 1990 otrzymał, wraz z całą ekipą Całej naprzód, British Comedy Award za całokształt twórczości.

### Inne produkcje
Choć Cała naprzód stała się zdecydowanie najbardziej znanym elementem dorobku Rogersa, był też producentem lub współproducentem ponad 40 filmów i seriali spoza cyklu. Do najbardziej znanych należał m.in. serial Ivanhoe (1958–1959) na podstawie powieści Waltera Scotta. W 1994 Rogers ogłosił bankructwo, za którego przyczynę uznał nieudane inwestycje w branży telewizyjnej.

### Życie prywatne
W 1948 Rogers poślubił Betty Box, która w latach 50. i 60. była – obok niego samego – jednym z najważniejszych producentów w świecie brytyjskiego kina komercyjnego, znanym zwłaszcza z filmów z cyklu Doctor. Choć często uważano produkcje Rogersa i Box za konkurencyjne, nie wpłynęło to na stabilność ich małżeństwa, które przetrwało ponad pół wieku, aż do śmierci Box w 1999 roku. Nie mieli dzieci.
Rogers zmarł 14 kwietnia 2009, po kilkumiesięcznej chorobie. Miał 95 lat.